# Бердыхов
Бе́рдыхов (укр. Бердихів) — село в Новояворовской городской общине Яворовского района Львовской области Украины.
Население по переписи 2001 года составляло 680 человек. Занимает площадь 1,023 км². Почтовый индекс — 81064. Телефонный код — 3259.